# Dipartimento di Koupé-Manengouba
Il dipartimento di Koupé-Manengouba è un dipartimento del Camerun nella Regione del Sudovest.

## Comuni
Il dipartimento è suddiviso in 3 comuni:
- Bangem
- Nguti
- Tombel